# Bieniaszewicz Bay
Die Bieniaszewicz Bay (englisch für polnisch Zatoka Bieniaszewicza) ist eine Bucht an der Nordküste von King George Island im Archipel der Südlichen Shetlandinseln. Sie liegt zwischen dem Davey Point und dem Tartar Point an der Drakestraße.
Polnische Wissenschaftler benannten sie 1984 nach Eugeniusz Bieniaszewicz, Hubschrauberpilot bei der von 1980 bis 1981 durchgeführten polnischen Antarktisexpedition.